# Élections fédérales suisses de 1939
Les élections fédérales suisses de 1939 se sont déroulées le 29 octobre 1939. Elles ont désigné la 31e législature depuis 1848. Le nombre de sièges resta à 187 au Conseil national. Le nombre de 44 sièges au Conseil des États resta également inchangé. Les députés furent élus pour une durée de 4 ans.
Le jour de clôture de l'Exposition nationale suisse, la Ländi à Zurich, le corps électoral suisse est appelé à renouveler son parlement. Alors que la Seconde Guerre mondiale a débuté, les cantons d'Appenzell Rhodes-Extérieures, de Lucerne, de Neuchâtel, de Schwytz, de Soleure, du Tessin, du Valais, de Vaud et de Zoug connaissent des élections tacites.
Au Conseil national, le Parti radical devient la plus grande formation de la Chambre basse, avec 49 sièges (+1). Le Parti socialiste obtient 45 sièges (-5) et les conservateurs catholiques 43 (+1). Le Parti communiste suisse s'effondra et perdit ses 2 mandats alors que la Fédération socialiste suisse obtint 4 sièges, les deux partis obtenant un résultat identique de 1,29 % des voix et respectivement 7964 voix et 7998 voix. Les partis d'extrême-droite disparaissent ainsi que le Parti chrétien-protestant qui perd son unique représentant.
Au Conseil des États, sur 44 sièges, le PSS garda ses 3 sièges, le Parti conservateur populaire en perdit 1 (18) sièges et les Radicaux continuèrent de perdre des mandats, en l'occurrence encore 1 siège (14). Le Parti des paysans, artisans et bourgeois dépassa pour la première fois le Parti socialiste avec 4 mandats.

## Législature 1939-1943
|  | Partis                                   | Sigles | Tendances politiques   | Sièges au CN | Sièges au CE |
|  | ---------------------------------------- | ------ | ---------------------- | ------------ | ------------ |
|  | Parti radical-démocratique               | PRD    | radical                | 49           | 14           |
|  | Parti socialiste                         | PSS    | socialiste             | 45           | 3            |
|  | Parti conservateur populaire             | PCP    | conservateur           | 43           | 18           |
|  | Parti des paysans, artisans et bourgeois | PAB    | agrarien               | 22           | 4            |
|  | Alliance des Indépendants                | AdI    | social-libéral         | 9            | -            |
|  | Parti libéral démocratique               | PLD    | libéral/conservateur   | 6            | 2            |
|  | Parti démocratique                       | DEM    | progressiste           | 5            | -            |
|  | Fédération socialiste suisse             | FSS    | communiste             | 4            | -            |
|  | Jeunes paysans                           | JP     | agrarien/centre gauche | 3            | -            |
|  | Parti libéral-socialiste                 | PLSS   | social-libéral         | 1            | -            |
|  | Autre                                    | Autre  | Ind.                   | -            | 3            |